# 三商タイガース

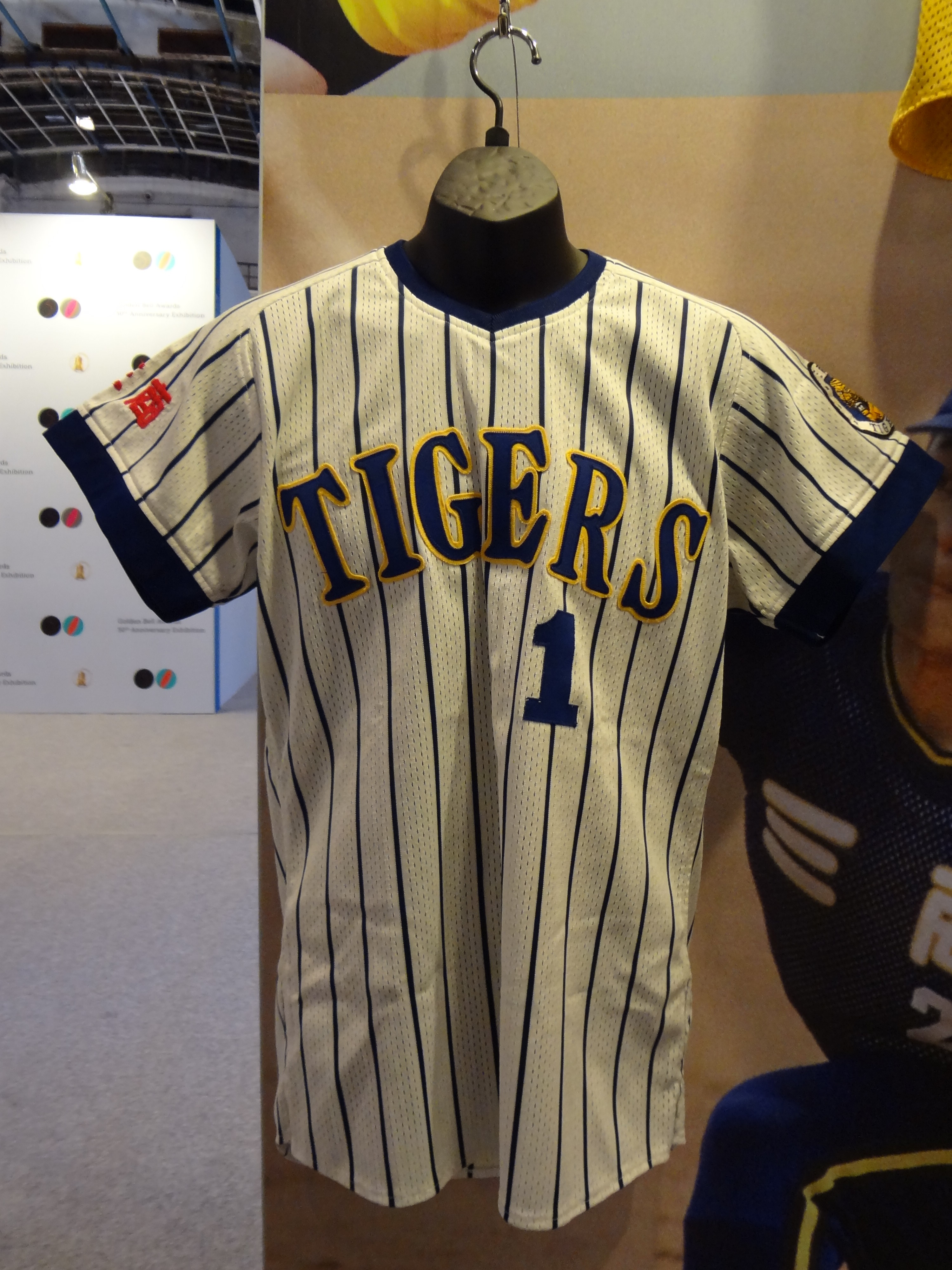
三商タイガースのユニフォーム

三商タイガース（サンシャン・タイガース　英語表記:Mercuries Tigers）は、台湾・中華職業棒球聯盟に所属していたプロ野球チーム。

## 概要
中華職業棒球大聯盟の初年度にあたる1990年前期のチャンピオンチームである。ただし、年間のチャンピオンは味全ドラゴンズに譲った。以後、球団の解散まで年間の優勝はおろか前後期の優勝を一度も果たせなかった。
1999年のシーズン終了後、経営困難のほか、921大地震の影響、「黒虎事件」と呼ばれる野球賭博事件に関与が疑われたためなど、様々な理由が重なり解散を発表。解散時に所属していた選手の多くは和信ホエールズと兄弟エレファンツに移籍することになった。

## 歴代監督
- 林信彰 （1990年）
- 譚信民 （1991年 - 1993年途中）
- 陳友彬 （1993年途中 - 1994年途中）
- 宅和本司 （1994年途中 - 1996年）
- 陳友彬 （1997年 - 1999年途中）
- 中尾孝義 （1999年途中 - 同年途中）
- 林仲秋 （1999年途中 - 同年終了）

## 日本プロ野球に在籍したことのある主な選手・コーチ

### 監督・コーチ
- 宅和本司
- 小池兼司
- 高柳秀樹
- 皆川睦雄
- 中尾孝義
- 髙野光

### 選手
- 足利豊
- 中井伸之
- 宮下大輔（NPB経験なし）
- ジョナサン・ハースト（風神）
- ジョージ・ヒンショー（喬治）
- カルロス・プリード（寶力多）

## 在籍していた主な選手
- 林仲秋（中国語版）
- 涂鴻欽（中国語版）
- チャック・カー（巧克力）
- メルビン・モーラ（魔拉）
- レン・ピコタ（必可）